# Babalad, Indi
Babalad là một làng thuộc tehsil Indi, huyện Bijapur, bang Karnataka, Ấn Độ.